# 레바논 주재 외국공관 목록

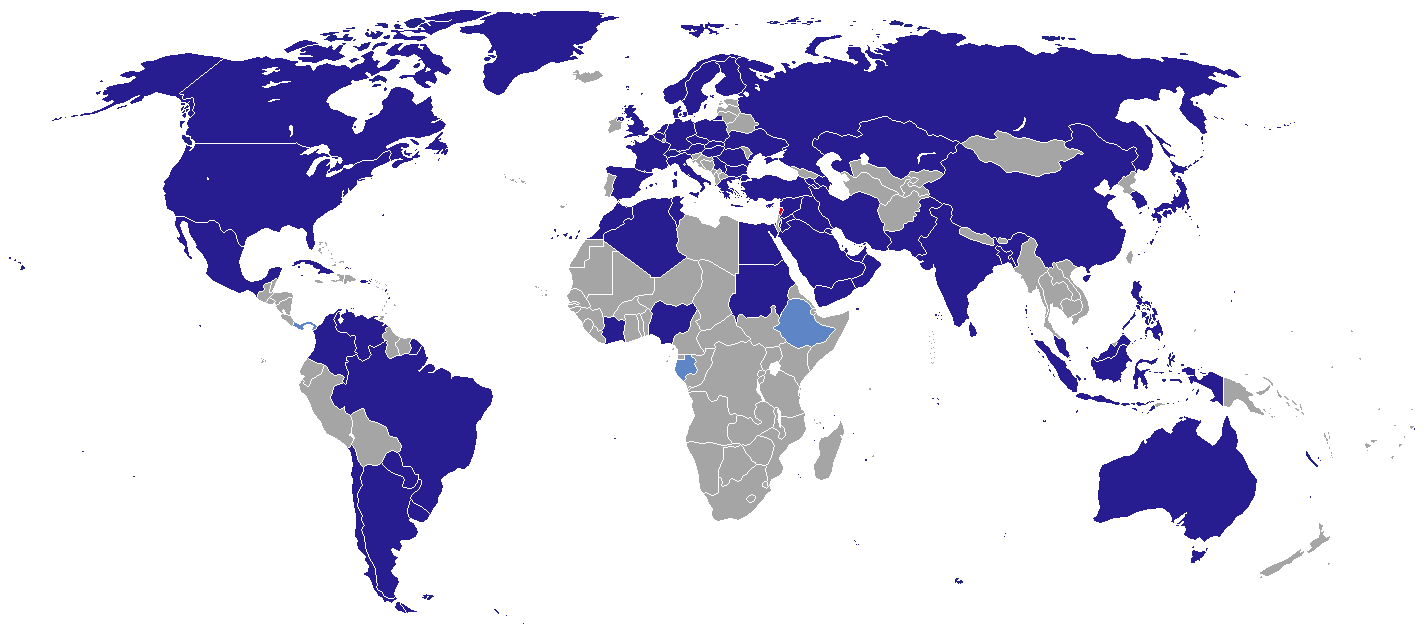
레바논에 설치된 외국공관 목록

레바논 주재 외국공관 목록은 레바논에 주재하는 외국공관(대사관 및 영사관)과 함께 레바논과 외교 관계는 수립했으나, 레바논에 공관을 설치하지 않은 국가에 대해 다룬다.
현재 베이루트에 대사관을 설치한 국가는 69개국이다.

## 대사관
베이루트
| - 알제리 - 아르헨티나 - 앤티가 바부다 - 아르메니아 - 오스트레일리아 - 오스트리아 - 방글라데시 - 벨기에 - 브라질 - 불가리아 - 캐나다 - 칠레 - 중국 - 콜롬비아 - 쿠바 - 키프로스 - 체코 - 덴마크 - 이집트 - 핀란드 - 프랑스 - 독일 - 그리스 - 바티칸 시국 | - 헝가리 - 인도 - 인도네시아 - 이란 - 이라크 - 이탈리아 - 일본 - 요르단 - 카자흐스탄 - 대한민국 - 쿠웨이트 - 리비아 - 말레이시아 - 몰타 기사단 - 멕시코 - 모로코 - 네덜란드 - 나이지리아 - 노르웨이 - 오만 - 파키스탄 - 팔레스타인 | - 파라과이 - 필리핀 - 폴란드 - 카타르 - 루마니아 - 러시아 - 사우디아라비아 - 세르비아 - 슬로바키아 - 스페인 - 스리랑카 - 수단 - 스위스 - 스웨덴 - 슬로바키아 - 시리아 - 튀니지 - 튀르키예 - 우크라이나 - 아랍에미리트 - 영국 - 미국 - 우루과이 - 베네수엘라 - 예멘 |

## 대표부 및 사무소
- 유럽 연합 (일반 대표부)
- 아르차흐 공화국 (중동 거점 직할 대표부)[1]

## 영사관
베이루트
- 에티오피아

## 비상주공관
다음 국가들은 레바논과 외교 관계는 수립하였으나, 레바논에 대사관을 설치하지 않은 국가들이다. 옆에 병기한 지역에 설치된 공관에서 주 레바논 대사관을 겸임한다. 다만, 지역을 명시하지 않은 해당 도시는 카이로를 의미한다.
| - 아프가니스탄 (다마스쿠스) - 알바니아 - 앙골라 - 아제르바이잔 - 바레인 (암만) - 벨라루스 (다마스쿠스) - 부탄 (쿠웨이트) - 볼리비아 - 브루나이 - 부르키나파소 - 카메룬 (리야드) - 차드 - 콩고 민주 공화국 - 콩고 공화국 - 크로아티아 - 지부티 - 에스토니아 (앙카라) - 에티오피아 - 가봉 - 감비아 (리야드) - 조지아 - 가나 - 기니 - 아이슬란드 (파리) - 아일랜드 | - 자메이카 - 케냐 - 레소토 - 리투아니아 - 말레이시아 - 몰디브 (리야드) - 말리 - 몰타 - 모리타니 (다마스쿠스) - 몰도바 (앙카라) - 몽골 - 네팔 - 포르투갈 - 세네갈 (쿠웨이트) - 싱가포르 (싱가포르) - 시에라리온 (테헤란) - 슬로바키아 (다마스쿠스) - 남아프리카 공화국 (다마스쿠스) - 스웨덴 (다마스쿠스) - 탄자니아 - 태국 (리야드) - 우간다 - 베트남 - 잠비아 |

## 같이 보기
- 레바논의 재외공관 목록